# Handball-Regionalliga Süd 1990/91
Die Saison 1990/91 der Handball-Regionalliga  Süd war die zweiundzwanzigste Spielzeit, welche der Süddeutschen Handballverband (SHV) organisierte und als dritthöchste Spielklasse im deutschen Ligensystem geführt wurde.

## Saisonverlauf
Süddeutscher Meister und Aufsteiger in die 2. Bundesliga wurde der TSG Oßweil. Vizemeister ohne Aufstiegsrecht wurde der TSV Baden Östringen. Der Absteiger in die Oberliga war die SG Neckarsulm.

### Modus
Zwölf Mannschaften spielten eine Hin- und Rückrunde um die süddeutsche Meisterschaft und den Aufstieg
 in die 2. Bundesliga. Die Plätze elf bis zwölf waren die Absteiger in die Oberligen.

### Teilnehmer und Abschlussplatzierungen
Nicht mehr dabei waren ein Aufsteiger und drei Absteiger aus der Vorsaison. Neu dabei waren die
Aufsteiger (N) aus den Oberligen Südbaden, Baden, Württemberg und der Bayernliga.
|     | Mannschaft               | Spiele | Punkte |
| --- | ------------------------ | ------ | ------ |
| 1.  | TSG Oßweil               | 22     | 39:13  |
| 2.  | TSV Baden Östringen      | 22     | 35:17  |
| 3.  | TSV 1846 Nürnberg        | 22     | 33:19  |
| 4.  | TV Oppenweiler           | 22     | 32:20  |
| 5.  | TSV Friedberg            | 22     | 31:21  |
| 6.  | HG Erlangen              | 22     | 30:22  |
| 7.  | TuS Durmersheim (N)      | 22     | 25:27  |
| 8.  | SG Köndringen/Teningen   | 22 *   | 24:28  |
| 9.  | TuS Fürstenfeldbruck (N) | 22     | 24:28  |
| 10. | TV Weilstetten (N)       | 22     | 23:29  |
| 11. | TSV Birkenau             | 22     | 19:33  |
| 12. | TV Schwetzingen 1864 (N) | 22     | 18:34  |
| 13. | TSV 1860 Ansbach         | 22     | 16:36  |
| 14. | SG Neckarsulm            | 22     | 15:37  |

(N) = neu in der Liga (*) = hatte das bessere Torverhältnis
- Die Liga nimmt zur Folgesaison Mannschaften aus dem LV Sachsen auf

 Süddeutscher Meister und Aufsteiger zur 2. Bundesliga 1991/92

 Für die Regionalliga Süd 1991/92 qualifiziert

### Frauen
- Der TuS Metzingen wurde Süddeutscher Meister und hat sich für die 2. Bundesliga 1991/92 der Frauen qualifiziert.